# Salmis, Haparanda kommun
Salmis (finska: Salmi) är en by i Nedertorneå socken i Haparanda kommun, Norrbottens län. I byn avgränsar SCB två småorter, på västra och östra sidan av Salmisviken. Under 2017 lade Skanova ner det kopparbaserade telenätet på orten.

## Befolkningsutveckling
| Befolkningsutvecklingen i Salmis västra 1990–2015 | Befolkningsutvecklingen i Salmis västra 1990–2015 | Befolkningsutvecklingen i Salmis västra 1990–2015 | Befolkningsutvecklingen i Salmis västra 1990–2015 | Befolkningsutvecklingen i Salmis västra 1990–2015 |
| ------------------------------------------------- | ------------------------------------------------- | ------------------------------------------------- | ------------------------------------------------- | ------------------------------------------------- |
|                                                   |                                                   |                                                   |                                                   |                                                   |
| År                                                |                                                   |                                                   | Folkmängd                                         | Areal (ha)                                        |
| 1990                                              | 1990                                              |                                                   | 126                                               | 34#                                               |
| 1995                                              | 1995                                              |                                                   | 130                                               | 35#                                               |
| 2000                                              | 2000                                              |                                                   | 134                                               | 35#                                               |
| 2005                                              | 2005                                              |                                                   | 117                                               | 36#                                               |
| 2010                                              | 2010                                              |                                                   | 122                                               | 39#                                               |
| 2015                                              | 2015                                              |                                                   | 135                                               | 52#                                               |
| Anm.: # Som småort.                               |                                                   |                                                   |                                                   |                                                   |

| Befolkningsutvecklingen i Salmis östra 2015–2015 | Befolkningsutvecklingen i Salmis östra 2015–2015 | Befolkningsutvecklingen i Salmis östra 2015–2015 | Befolkningsutvecklingen i Salmis östra 2015–2015 | Befolkningsutvecklingen i Salmis östra 2015–2015 |
| ------------------------------------------------ | ------------------------------------------------ | ------------------------------------------------ | ------------------------------------------------ | ------------------------------------------------ |
|                                                  |                                                  |                                                  |                                                  |                                                  |
| År                                               |                                                  |                                                  | Folkmängd                                        | Areal (ha)                                       |
| 2015                                             | 2015                                             |                                                  | 70                                               | 29#                                              |
| Anm.: # Som småort.                              |                                                  |                                                  |                                                  |                                                  |